# Les Martys
Les Martys település Franciaországban, Aude megyében. Lakosainak száma 307 fő (2022. január 1.). Les Martys Caudebronde, Cuxac-Cabardès, Mas-Cabardès, Miraval-Cabardes, La Tourette-Cabardès, Labruguière és Mazamet községekkel határos.

## Népesség
A település népessége az elmúlt években az alábbi módon változott:
| Lakosok száma | 198  | 188  | 183  | 260  | 269  | 278  | 293  | 299  | 302  | 307  |
|               | 1968 | 1982 | 1990 | 2006 | 2013 | 2015 | 2017 | 2019 | 2020 | 2022 |